# Генерал (фильм, 1926)
«Генерал» (также «Паровоз „Генерал“»; англ. The General, 1926) — немая приключенческая комедия  режиссёра Бастера Китона, сыгравшего здесь также главную роль. Фильм считается классикой и вершиной  творчества Китона. Сюжет основан на произошедшей в 1862 году Великой паровозной гонке, связанной с угоном паровоза и последующей погоней локомотивов. По мере усложнения съемок бюджет вырос с 400 до 700 тысяч долларов. Сцена падения с горящего моста локомотива «Техас» стала самой дорогой за всю историю немого кино. Фильм находится на 205-м месте списка 250 лучших фильмов по версии IMDb, также в 1989 году он вошел в Национальный реестр фильмов Библиотеки Конгресса США как «культурно, исторически или эстетически значимый».

## Сюжет
Джонни Грэй — инженер-машинист паровоза «Генерал», приезжает  в Мариетте, штат Джорджия, чтобы повидаться с девушкой Аннабель Ли, в которую давно влюблен. Придя к её семье в гости, он узнает, что началась Гражданская война. Отец и брат Аннабель идут записываться добровольцами в армию южан. Чтобы впечатлить девушку, Джонни также решает стать добровольцем. Но рекрутеры - хозяин магазина и секретарь - его наотрез отказываются брать в ряды армии, в связи с тем, что он является машинистом поезда и он будет больше полезен в тылу, однако не объясняют ему этой причины. После попытки Джонни записаться под чужим именем и даже украсть чужой приписной билет его выгоняют через черный ход. Отец и брат Аннабель, стоящие в очереди на запись, зовут Джонни встать к ним, однако он невнятно качает головой и уходит прочь. Семья Аннабель начинают считать его трусом и позором Юга. Потрясенная Аннабель идет на станцию поговорить с Джонни. Он говорит ей правду, что его не хотели брать, однако девушка не верит ему и сильно разочаровывается, отказываясь с ним разговаривать, пока он не в военной форме.
Вскоре шпионы севера под командованием капитана Андерсона на станции Биг Шанти во время остановки, когда пассажиры и машинисты сошли на обед, тайком отцепляют пассажирские вагоны и угоняют «Генерала», чтобы нарушить коммуникации и предотвратить пополнение запасов армии Конфедерации. Также они вынуждены связать и похитить свидетельницу - ехавшую к своему отцу Аннабель, которая случайно находилась в товарном вагоне, чтобы взять из своего багажа кошелек. Джонни сразу же замечает это и, подняв тревогу в Биг Шанти, преследует свой локомотив, сначала пешком, затем на дрезине и велосипеде, ему удаётся добраться до станции в Кингстоне. Он предупреждает войска конфедератов об угоне, они готовят локомотив «Техас». Джонни возглавляет управление им и начинает погоню за «Генералом», не сразу замечая, что вагоны с отрядом солдат были не подсоединены с ведомым вагоном. Северяне, заметив догоняющий их «Техас», не знаю, что Джонни преследует их в одиночку. Они устраивают разные препятствия: бросают деревянные шпалы, отсоединяют и поджигают вагоны. Джонни виртуозно управляет локомотивом, отталкивает на стрелках отцепленные вагоны на запасные пути, и одновременно убирает доски с рельс и меняет направления шпал, чтобы не столкнуться с вагонами. Погоня продолжается на территории Севера, армия конфедератов Теннесси получает приказ отступить, а Северная армия продвигается вслед за ней. Занятый сколом дров для топки, Джонни не сразу замечает как углубляется в тыл противника.
Спрятав «Техас» на перегоне, Джонни, прячется в лесу. Ища укрытия ночью от дождя и какой нибудь еды, он добирается до жилого дома, где северяне устроили штаб. Он проникает в лагерь и взяв хлеба, прячется под столом, за которым офицеры-северяне проводят совещание. Джонни узнает планы командования и вызволяет Аннабель, которую держат в одной из комнат штабного дома под арестом. Утром, Джонни, замаскировавшись под северянина, прячет Аннабель в мешок, пробирается  на железнодорожную станцию. Поместив Аннабель в грузовой вагон, где та отцепляет все остальные вагоны, Джонни с полном забирается в кабину, оглушает офицера северян и угоняет своего «Генерала». За локомотивом северяне начинают погоню на вытащенном из тупика «Техасе». Джонни и Аннабель повреждают рельсы и поджигают мост,  после им удаётся добраться до южан. Джонни предупреждает командиров о наступлении северян, присоединившись к войскам, бросается защищать мост у Рок-Ривер. Тем временем северяне чинят рельсы и продолжают погоню, но  локомотив падает с горящего моста. Начинается сражение, Джонни выстреливает из пушки, уничтожает плотину, и солдат северян смывает огромными потоками воды. Армия севера отступает.
После победы над северянами, Джонни возвращается к «Генералу», там он обнаруживает оглушенного командира северян, который пришёл в сознание. Джонни берет его в плен и ведёт в штаб южан. Хозяин магазина-генерал дивизии награждает Джонни, дает ему звание лейтенанта и офицерскую шпагу плененного офицера севера. После Джонни вместе с Аннабель, стесняясь проходящих мимо солдат, отдающих честь новоиспеченному офицеру, всё же целуются.

## В ролях
- Бастер Китон — Джонни Грэй
- Мэрион Мак — Аннабель Ли
- Глен Кавендер — капитан Андерсон
- Джим Фарли — генерал Тэтчер
- Фредерик Врум — генерал южан
- Джо Китон — генерал северян
- Майк Донлин — генерал северян
- Чарльз Генри Смит — отец Аннабель
- Фрэнк Барнс — брат Аннабель

## История создания
В основу сценария положен эпизод Гражданской войны Севера и Юга, описанный бывшим капралом северян Уильямом Питтенджером в книге 1863 года «Отвага и страдание: история великого железнодорожного приключения».
Сцена битвы у реки Рок-Ривер между южанами и северянами снималась одновременно шестью камерами. В съёмках принимали участие 500 национальных гвардейцев из Орегона, изображавших враждующие стороны. Несколько статистов при взрывах пострадали, а Бастер Китон был травмирован взрывной волной.

## Прокат и признание
На американской премьере 5 февраля 1927 года картина не имела успеха ни у публики, ни у рецензентов.
«Генерал» был вновь выпущен в 1962 году по инициативе мюнхенского прокатчика и завоевал широкий успех. Именно «Генерал», с огромным успехом показанный в 1962 году Французской синематекой, заставил критиков и публику вспомнить о великом мастере немого кино.
Фильм покадрово был отреставрирован для показа на Каннском кинофестивале. Озвучен музыкой Дзё Хисаиси.
Во время масштабного опроса кинокритиков в 2012 году многие отнесли «Генерал» к числу лучших фильмов всех времён и народов.
По словам Орсона Уэллса: «Да, конечно, я люблю Чаплина, я написал для него сценарий „Месье Верду“, но перед Китоном я просто благоговею. Я только что пересмотрел „Генерала“, это фильм неописуемой красоты!».